# Peștera Patriarhilor
Peștera Patriarhilor sau Mormântul Patriarhilor, cunoscut evreilor din Biblie ca Peștera Mahpela , în ebraică   מערת המכפלה Mearát Hamakhpelá nume biblic însemnând „peștera dublă” , iar  arabilor și musulmanilor ca Sanctuarul Avraamic sau al lui Ibrahim - în arabă: الحرم الإبراهيمي Al Haram al-Ibrahimi este un sanctuar format din mai multe peșteri în inima orașului Hebron
din sudul teritoriului cunoscut in prezent ca Cisiordania în sens restrâns,„Malul de vest” (adica vestul Iordanului) sau Iudeea și Samaria. După textul biblic și dupa credințele mozaică, creștină și musulmană, peștera și spațiul din jurul ei a fost cumpărat de Avraam pentru a adăposti cavoul familial.
Deasupra peșterii în perioada Herodiană (a regelui Iudeei, Irod cel Mare), s-a zidit un mare sanctuar dreptunghiular. 
În epoca bizantină creștinii, de expresie greacă, l-au transformat într-o bazilică creștină. În secolul al VII-lea când Palestina a fost cucerită de arabii mohamedani, bazilica a fost convertită în moschee - Moscheea Ibrahimică. În secolul al XI-lea locul a fost cucerit de către cruciații catolici care l-au reconsacrat ca lăcaș religios creștin.
În 1188 a fost recucerit de către mamelucii conduși de Saladin  care l-a redat islamului. Locul a dăinuit ca moschee - sanctuar musulman, în decursul mai multor secole de dominație mamelucă și otomană, accesul creștinilor și al evreilor în interiorul sanctuarului fiind interzis. Situația aceasta a rămas status quo și în timpul administrației britanice în Palestina în anii 1917-1948, și sub timpul administrației Iordaniei în anii 1948-1967. 
În iunie 1967 în urma Războiului de Șase Zile teritoriul numit Cisiordania a intrat sub controlul militar al Israelului,  care a împărțit ariile și orele de serviciu divin între cultul musulman și cel evreiesc. 
În anul 1994 Baruch Goldstein, un naționalist fanatic evreu, a comis un act de teroare contra credincioșilor musulmani din sanctuar, omorând 29, ca represalii pentru uciderea câtorva coloniști evrei de către teroriști arabi palestinieni. 
Pentru evreii religioși Peștera Patriarhilor este considerată ca fiind al doilea loc sfânt ca însemnătate, după Zidul de apus de pe Muntele Templului din Ierusalim.

## Numele Macpela
Etimologia numelui ebraic al peșterii Makhpela (מערת  מכפלה Mearat Makhpelá) nu este sigură. Cuvântul Makhpela înseamnă „dublu”, „multiplu” sau „dublare”, iar Meará înseamnă „peșteră. Traducerea literală simplă ar fi „peștera dublă”. Probabil numele se referă la forma peșterii care consista din două sau mai multe încăperi legate între ele. Această ipoteză este discutată în tractatul „Eruvin” din Talmudul Babilonian, scris în secolul al VI-lea, care citează o dispută dintre doi rabini însemnați, Abba Arika cunoscut ca Rav și Shmuel din Nehardea, în legătură cu alcătuirea peșterii.

## Organizarea sanctuarului
Până în epoca bizantină sanctuarul se afla sub cerul liber.
În secolul al IV-lea autoritățile bizantine au împărțit în două clădirea de deasupra peșterii. O bazilică simplă a fost construită la capătul de sud-est, intregul sanctuar fiind prevăzut cu un acoperiș cu excepția zonei de centru. Ele au interzis accesul evreilor la spațiul ocupat de biserică.
Locul a devenit un însemnat obiectiv de pelerinaj creștin. 
Așa numitul Pelerin din Bordeaux (Itinerarium Burduigalense) care l-a vizitat în anul 333 a descris „un monument cubic zidit din piatră de o minunată frumusețe, în care zac Avraam, Isaac, Iacob, Sara, Rebeca și Lia”. 
Mai târziu, prin anul 570 așa numitul Pelerin din Piacenza nota în raportul său de pelerinaj că locul era posedat de evrei și de creștini. 

În secolul al VII-lea, după cucerirea arabă a Palestinei, clădirea a fost transformată în moschee.
În 1100, după Prima Cruciadă cruciații, care au întemeiat Regatul Ierusalimului , au retransformat clădirea din moschee în biserică.
În secolul al XIII-lea noii stăpânitori mameluci au schimbat, iarăși, biserica în moschee. Sala de atunci există până astăzi fiind cea mai mare și mai splendidă dintre încăperile de rugăciune din clădire. Ea se numește Sala Isaac, după monumentul patriarhului Isaac care se află în mijlocul ei.
Mamelucii sunt cei care au adăugat mai multe săli mai mici in care se află mormintele  lui Avraam, Sara, Iacob și Lia.În partea de sud a clădirii, pe locul care în secolul al X-lea era numit Mormântul lui Iosif, ei au construit sala Yussufiye, iar în partea de nord - Moscheea Al-Jawali. 
După iunie 1967 sanctuarul se găsește în zona H2 din Hebron, aflată sub control israelian și el însuși este sub administrație militară a Israelului.  
Sanctuarul este păzit de grăniceri israelieni. Atentatori musulmani palestinieni au încercat adesea să înjunghie polițiști sau grăniceri israelieni la poarta de acces a musulmanilor. Sanctuarul din Hebron se află în centrul conflictului israelo-palestinian asupra Hebronului.
Peștera Macpela este frecventată zilnic de mulți credincioși, evrei și musulmani. În ea au loc numeroase evenimente - ceremonii de circumcizie (Brit Milá)  de Bar Mițva și Bat Mițva, nunți etc.
În urma masacrului de credincioși musulmani, comis de Baruch Goldstein în Pestera Macpela, și pe baza recomandărilor Comisiei Shamgar, sanctuarul a fost împarțit în două, iar porțile dintre cele două părți sunt încuiate. Accesul evreilor este asigurat numai din esplanada Pesterii prin Sala Yussefiye. Sălile la care evreii au acces sunt „Cortul lui Avraam și Sara”, „Cortul lui Iacob și Lia” și curtea centrală. Intrarea musulmanilor se face dintr-o cărare la dreapta clădirii, prin Moscheea Al Jawali spre Sala Isaac. Accesul creștinilor este permis în ambele  sectoare.
Vreme de douăzeci de zile pe an aceste regulamente de împărțire nu se aplică:în cele zece zile de pocăință ale evreilor - de la Anul Nou iudaic Rosh Hashaná la Iom Kipur, apoi două zile din Hol Hamoed ale sărbătorii Sukkot, Sâmbăta Hayey Sara, două zile din Hol Hamoed Pessah, și ajunul de Rosh hodesh Elul întreaga clădire este accesibilă evreilor, iar în zece zile festive islamice  - Mawlid Al-Nabi, Laylat Al-Miraj,  zilele de vineri din Ramadan, Laylat al-Qadr, Aid Al-Fitr, 
Sărbătoarea Sacrificiului (Aid Al-Adha) și Anul nou islamic, întreaga clădire este accesibilă musulmanilor.  
În anul 2013 au căzut simultan Laylat Al-Qadr și Luna Nouă Elul și atunci, guvernământul civil al Iudeei și Samariei a decis să permită intrarea numai a evreilor.

## Galerie de imagini

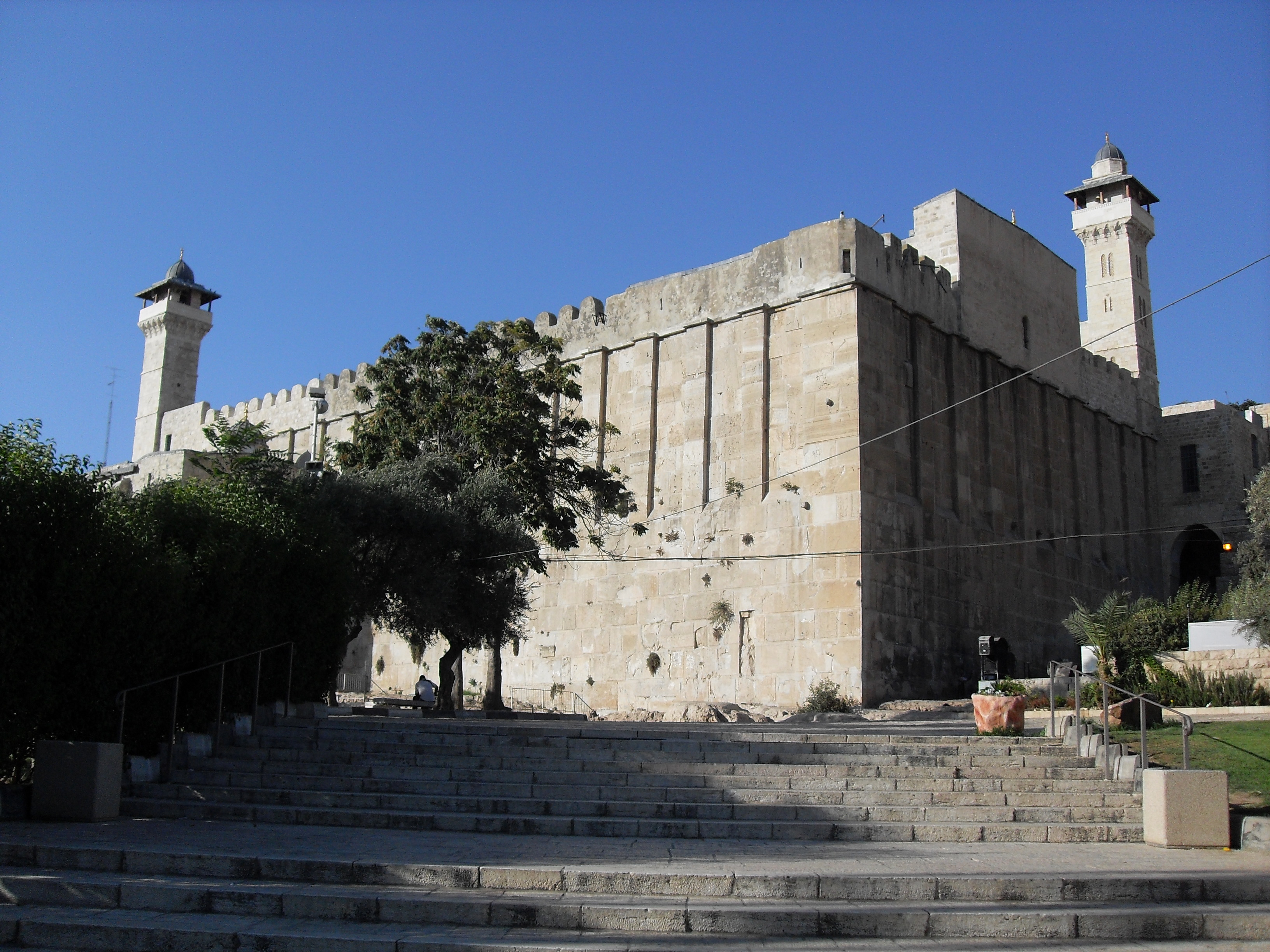
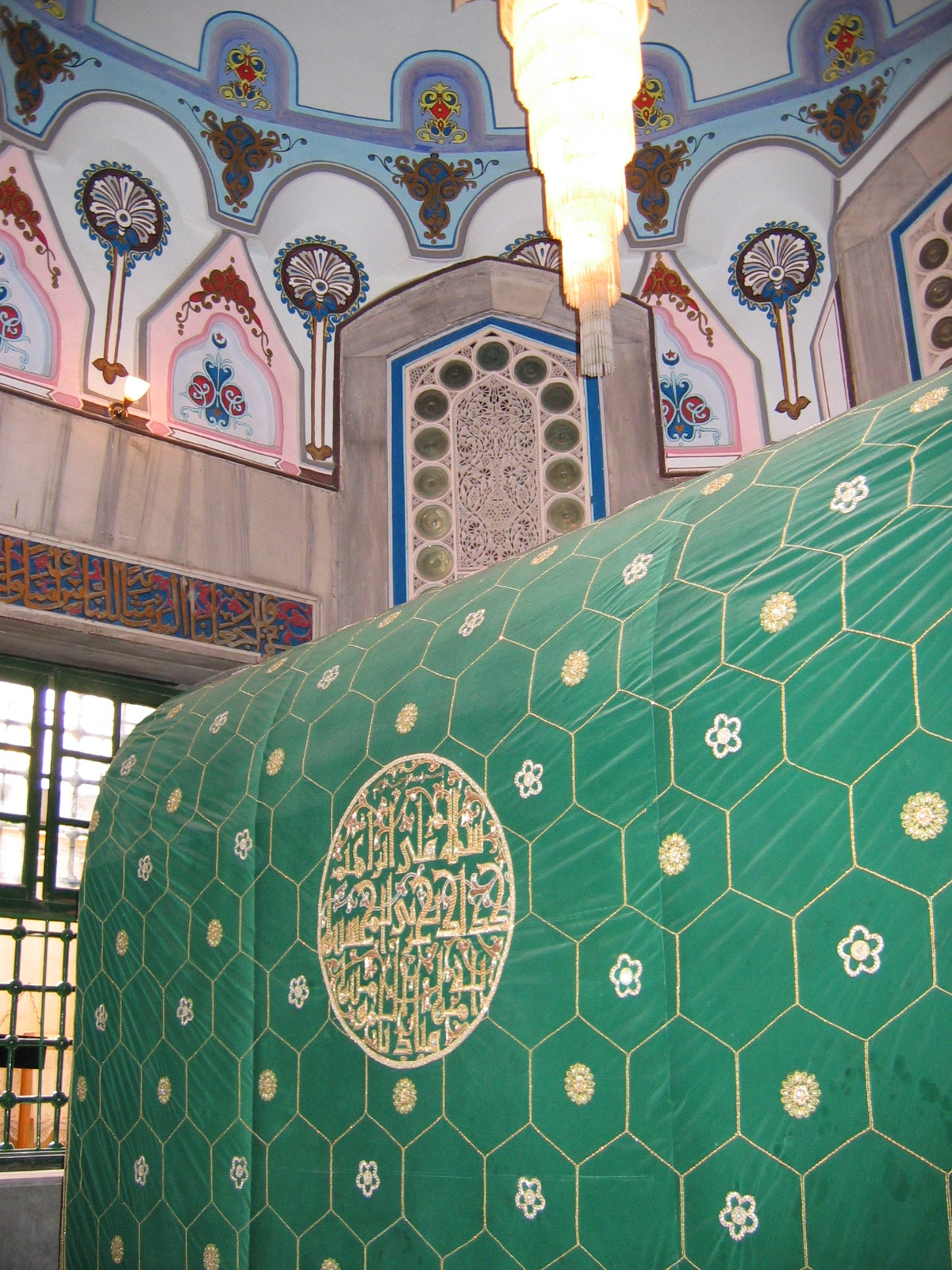
Mormântul lui Avraam